# Кривонос, Алексей Леонтьевич
Алексе́й Лео́нтьевич Кривоно́с (1922—1955) — участник Великой Отечественной войны, лётчик-штурмовик, заместитель командира эскадрильи 95-го гвардейского штурмового авиационного полка 5-й гвардейской штурмовой авиационной дивизии 2-го гвардейского штурмового авиационного корпуса 2-й воздушной армии 1-го Украинского фронта, гвардии старший лейтенант. Герой Советского Союза (1945).

## Биография
Родился 27 марта 1922 года в посёлке Варваровка, ныне Павлоградского района Днепропетровской области Украины. Украинец.
Вырос в х. Калинин Мясниковского pайона Ростовской области. Среднюю школу № 77 окончил в г. Ростове-на-Дону. С 1940 года — в рядах РККА; в 1943 году окончил Чкаловскую военную авиационную школу пилотов. Член КПСС с 1943 года.
Участвовал в боях на Белгородском направлении. В конце сентября — начале октября 1943 года участвовал в боях на Днепре в районе Запорожья. 7 и 8 февраля 1944 года участвовал в боях в районах Никополя. В апреле 1944 года воевал в районе Одессы. В мае 1945 года Алексей Кривонос участвовал во взятии Берлина.
К апрелю 1945 года совершил 132 боевых вылета на штурмовку и бомбардировку вражеской обороны, железнодорожных узлов, станций, эшелонов, аэродромов и переправ.
После войны продолжал службу в ВВС СССР. Был слушателем Военно-воздушной академии.
8 сентября 1955 года подполковник А. Л. Кривонос погиб в авиационной катастрофе при выполнении пилотажа на малых высотах в пилотажной зоне в станице Глубокая Ростовской области. Вместе с Кривоносом погиб заместитель командира авиаэскадрильи по политчасти. Лётчики, нарушив полётное задание, прошли на предельно малой высоте вдоль улицы, зацепились за крышу одного дома левой плоскостью и снесли несколько домов. В результате погибли сами лётчики и несколько жителей посёлка.
Похоронен в пос. Монино Щёлковского района Московской области.

## Награды
- Звание Героя Советского Союза присвоено 27 июня 1945 года.
- Награждён орденом Ленина, двумя орденами Красного Знамени, орденом Отечественной войны I степени, двумя орденами Красной Звезды, медалями.
- Решением Часовоярского городского совета от 13.07.2000 № ХХІІІ/12-158 Кривоносу Алексею Леонтьевичу присвоено звание «Почетный гражданин города Часов Яр» (посмертно)[3].

## Память
- Мемориальная доска Герою установлена на здании школы № 77 в г. Ростов-на-Дону.
- В честь Алексея Леонтьевича названа улица в х. Калинин Мясниковского pайона Ростовской области.
- В честь А. Кривоноса в городе Часов Яр одна из улиц названа его именем, на здании ОШ № 15 установлена мемориальная доска[3].